# Rehmiodothis eugeniae
Rehmiodothis eugeniae är en svampart som beskrevs av Chardón 1934. Rehmiodothis eugeniae ingår i släktet Rehmiodothis och familjen Phyllachoraceae.   Inga underarter finns listade i Catalogue of Life.